# Orden bratstva i jedinstva
Orden bratstva i jedinstva bilo je odlikovanje SFRJ u dva stupnja. Orden je ustanovio Vrhovni zapovjednik NOV i POJ Josip Broz Tito 15. kolovoza 1943. Ukazom o odlikovanjima u narodno-oslobodilačkoj borbi. Kasnije, 9. lipnja 1945. godine, Predsjedništvo AVNOJ-a donijelo je  Zakon o ordenima i medaljama DFJ prema kojem Orden dobiva dva reda, I. i II. Od 1961. Orden bratstva i jedinstva se dijeli na:
- Orden bratstva i jedinstva sa zlatnim vijencem - 12. u važnosnom slijedu jugoslavenskih odlikovanja
- Orden bratstva i jedinstva sa srebrnim vijencem - 21. u važnosnom slijedu jugoslavenskih odlikovanja.

Odlikovanje se dodjeljivalo za "osobite zasluge u širenju bratstva među narodima i narodnostima, u stvaranju i razvijanju političkog i moralnog jedinstva naroda".